# Doké (Stadt)
Doké ist eine ivorische Stadt. Sie liegt im Département Bloléquin in der Verwaltungsregion Moyen-Cavally.
In Doké wird Kaffee, Kakao und Kautschuk angebaut.

## Geschichte
Nach Angaben der Forces Nouvelles de Côte d’Ivoire (FN) wurde sie von ihnen am Wochenende des 12. und 13. März 2011 im Zuge der Regierungskrise 2010/11 eingenommen.